# Seznam jágerských biskupů a arcibiskupů
Toto je úplný seznam biskupů a arcibiskupů jágerské arcidiecéze se sídlem v maďarském Egeru. 
Seznam zahrnuje řadové biskupy a posléze metropolitních arcibiskupy a diecézní sufragány.

## Jágerské biskupství (1000-1804)
| Pořadí | doba působnosti | jméno                                 | poznámka                                               |
| ------ | --------------- | ------------------------------------- | ------------------------------------------------------ |
| 1.     | 1000-1009       | Catapranus I.                         |                                                        |
| 2.     | 1019-1037       | Bonifacius I.                         |                                                        |
| 3.     | 1037-1047       | Buldus (Bőd) I.                       |                                                        |
| 4.     | 1048-1096?      | Petr I.                               |                                                        |
| 5.     | 1102-před 1104  | Procopius I.                          |                                                        |
| 6.     | 1104-1105       | Vavřinec I.                           |                                                        |
| 7.     | 1106-1111       | Martin I.                             |                                                        |
| 8.     | 1111-1113       | Volferius I.                          |                                                        |
| 9.     | 1114-1131       | Kilit I.                              |                                                        |
| 10.    | 1132-před 1135  | Ondřej I.                             |                                                        |
| 11.    | 1135-před 1143  | Bystrík II.                           |                                                        |
| 12.    | 1143-1151       | Martyrius I.                          | později biskup ostřihomský                             |
| 13.    | 1151-1161       | Lukáš I. Bánffy                       | později biskup ostřihomský                             |
| 14.    | 1161-1166       | Sarna I.                              |                                                        |
| 15.    | 1166-před 1169  | Chamma I.                             |                                                        |
| 16.    | 1169-1181       | Mikuláš I.                            |                                                        |
| 17.    | 1181-1195       | Petr II.                              |                                                        |
| 18.    | 1198-1216?      | Katapán I.                            |                                                        |
| 19.    | 1217-před 1225  | Tomáš I.                              |                                                        |
| 20.    | 1225-1242       | Kilit I. Bél                          |                                                        |
| 21.    | 1243-1275       | Lampert I. Hont-Pázmány               | za vlády krále Bély IV.                                |
| 22.    | 1275-1304       | Ondřej II.                            |                                                        |
| 23.    | 1307-před 1322  | Martin I.                             |                                                        |
| 24.    | 1322-1330       | Csanád I. Telegdi                     | později biskup ostřihomský                             |
| 25.    | 1330-1359?      | Mikuláš II. Dörögdi                   |                                                        |
| 26.    | 1362-1377       | Michal I. Széchényi                   |                                                        |
| 27.    | 1377-1384       | Emerich I. Czudar                     |                                                        |
| 28.    | 1377-1400       | Štěpán I. Czikó                       |                                                        |
| 29.    | 1384-1387       | Jan I. Kanižský                       | později biskup ostřihomský                             |
| 30.    | 1400-1410       | Tomáš I. Ludany, O. Cist.             |                                                        |
| 31.    | 1410-1421       | Stibor I. Stiborici                   | Není totéž jako sedmihradský kníže Stibor ze Stibořic. |
| 32.    | 1421-1424       | Tomáš I. Ludany, O. Cist.             |                                                        |
| 33.    | 1425-1438       | Petr III. Rozgonyi                    |                                                        |
| 34.    | 1439-1440       | kard. Denis I. Szécsi                 | později biskup ostřihomský                             |
| 35.    | 1440-1444       | Šimon I. Rozgonyi                     |                                                        |
| 36.    | 1447-1467       | Ladisav I. Héderváry                  |                                                        |
| 37.    | 1467-1474       | Jan II. Beckensloer                   | též arcibiskup salcburský a ostřihomský                |
| 38.    | 1475-1486       | kard. Gabriel I. Rangoni, O.F.M. Obs. |                                                        |
| 39.    | 1487-1491       | Urban I. Dóczy z Velké Lúčky          | Nagylúcsai Dóczy Orbán                                 |
| *      | 1491-1492       | kard. Rodrigo de Borgia y Borja       |                                                        |
| *      | 1492-1497       | kard. Ascanius Sforza                 |                                                        |
| 40.    | 1497            | Tomáš II. Bakócz                      | později arcibiskup ostřihomský                         |
| *      | 1497-1520       | kard. Hipolyt Estenský                | předtím též arcibiskup ostřihomský                     |
| 41.    | 1520-1523       | kard. Julius I. Medicejský            | později arcibiskup ostřihomský                         |
| 42.    | 1523-1524       | Ladisav II. Szalkai                   | později arcibiskup ostřihomský                         |
| 43.    | 1526            | Pavel I. Várdai                       | později arcibiskup ostřihomský                         |
| 44.    | 1529-1537       | Tomáš II. Zalaházi                    |                                                        |
| 43.    | 1539-1543       | Jan František I. Frankopan            |                                                        |
| 44.    | 1448-před 1550  | Mikuláš I. Oláh                       |                                                        |
| 45.    | 1550-1554       | Mikuláš III. Oláh                     |                                                        |
| 46.    | 1554-1555       | František II. Ujlaky                  |                                                        |
| 47.    | 1560-1570       | Antonín I. Verancius                  | (chorv. Antun Vrančić)                                 |
| 48.    | 1573-1586       | Štěpán II. Radeczy de Zemche          |                                                        |
|        | 1596            | biskupské sídlo přeloženo do Košic    |                                                        |
| 49.    | 1600-1607       | Štěpán III. Szuhay                    | též arcibiskup kaločský                                |
| 50.    | 1631-1633       | Jan III. Pyber de Gyerkény            |                                                        |
| 51.    | 1633-1637       | Emerich II. Lósi                      |                                                        |
| 52.    | 1645-1648       | Jiří I. Jakosics                      |                                                        |
| 53.    | 1647-před 1652  | Jiří II. Szelepcsényi                 |                                                        |
| 54.    | 1652-1660       | Benedikt I. Kisdy                     |                                                        |
| 55.    | 1667-1671       | Tomáš III. Pálffy z Erdődu            |                                                        |
| 56.    | 1672-1675       | František III. Szegedy                |                                                        |
| 57.    | 1678-1680       | Ferdinand I. Pálffy z Erdődu          |                                                        |
| 58.    | 1681-1686       | Petr IV. Korompay                     |                                                        |
| 59.    | 1687-1699       | Jiří III. Fenessy                     |                                                        |
| 60.    | 1702-1715       | Štěpán IV. Telekesy                   | od roku 1689 též biskup čanádský                       |
| 61.    | 1715-1744       | Gabriel II. Antonín z Erdődu          |                                                        |
| 62.    | 1745-1761       | František IV. Barkóczy                |                                                        |
| 63.    | 1762-1699       | Karel I. Esterházy                    |                                                        |

## Jágerská arcidiecéze (od roku 1804)
| Ne. | Roky vlády  | Jméno a příjmení                       | poznámka                                               |
| --- | ----------- | -------------------------------------- | ------------------------------------------------------ |
| 64. | 1804 - 1807 | arcibiskup František V. Fuchs          | první arcibiskup jágerský                              |
| 65. | 1807-1822 _ | arcibiskup Štěpán V. Fischer de Nagy   |                                                        |
|     | 1822-1827   | sede vacante                           |                                                        |
| 66. | 1827 - 1847 | patr. Jan IV. Ladislav Pryker          | od roku 1819 také biskup spišský a patriarcha benátský |
| 67. | 1850-1873 _ | arcibiskup Béla II. Bartakovič         |                                                        |
| 68. | 1873 - 1912 | kard. József I. Samassa                |                                                        |
| 69. | 1912 - 1943 | arcibiskup Ludovít I. Szmrecsányi      |                                                        |
| 70. | 1943 - 1956 | arcibiskup Gyula II. Czapik            |                                                        |
| *   | 1959 - 1964 | Pavol Brezanóczy                       |                                                        |
| 71. | 1969 - 1972 | Pavel II. (Brezanóczy)                 |                                                        |
| 72. | 1974 - 1978 | Arcibiskup József II. Bánk             | také biskup vacovský                                   |
| 73. | 1978-1986 _ | Arcibiskup László III. Kádár, O. Cist. |                                                        |
| 74. | 1987–2007 _ | Arcibiskup István VI. Seregély         |                                                        |
| 75. | z roku 2007 | Arcibiskup Csaba I. Ternyák            |                                                        |